# Moïse brisant les Tables de la Loi (Reni)
Pour les articles homonymes, voir Moïse brisant les Tables de la Loi.
Moïse brisant les Tables de la Loi – en italien Mosè che infrange le tavole della Legge – est un tableau réalisé par le peintre italien Guido Reni avant 1620, ou en 1624-1625 selon Stephen Pepper. De format vertical, cette huile sur toile est une peinture religieuse qui représente Moïse sur le point de briser les Tables de la Loi, en rouge devant un ciel orageux. L'œuvre est conservée à la Galerie Borghèse de Rome.